# Lepidiota contigua
Lepidiota contigua är en skalbaggsart som beskrevs av Britton 1978. Lepidiota contigua ingår i släktet Lepidiota och familjen Melolonthidae. Inga underarter finns listade i Catalogue of Life.